# Melanaspis glomerata
Melanaspis glomerata är en insektsart som först beskrevs av Green 1903.  Melanaspis glomerata ingår i släktet Melanaspis och familjen pansarsköldlöss. Inga underarter finns listade i Catalogue of Life.